# Het machtige monopoly
Het machtige monopoly is een stripverhaal uit de reeks van Suske en Wiske. Het verscheen in 2001 en werd in 2023 opnieuw uitgegeven in de reeks Suske en Wiske in het kort.
Het verhaal werd geschreven voor het boekje met de spelregels van een bordspel, de speciale Suske en Wiske-editie van Monopoly.

## Locaties
- België, huis van tante Sidonia, huis en laboratorium van professor Barabas, de stad New York.

## Personages
- Suske, Wiske, tante Sidonia, Lambik, Jerom, professor Barabas, Tobias, agenten, werknemers, Charles Darrow en zijn familie, gebroeders Parker[1]

## Uitvindingen
- De teletijdmachine

## Het verhaal
Lambik is ervan overtuigd dat beleggen zonder risico mogelijk is. Om dit te bewijzen, laat hij zich met behulp van de tijdmachine transporteren naar New York in de tijd net na de beurskrach van 1929. Daar wordt hij al snel opgepakt en in de gevangenis opgesloten. Jerom besluit wat werknemers te helpen bij de bouw van een wolkenkrabber. 
Suske en Wiske ontmoeten Charles, een man die tegen en kleien vergoeding Tobias wil uitlaten. Door de beurscrash en slechte economische omstandigheden is hij zijn baan verloren. Suske raadt aan een spel te bedenken, zodat de familie van Charles wat lol kan hebben. Het spel gaat over de vrienden, waar Lambik in de cel zit. Als Lambik geld wil drukken voor het spel, komen de agenten hem weer controleren. Gelukkig hebben ze door dat het speelgeld is. 
Dan besluit Lambik het spel te verkopen. Charles tekent een contract bij de gebroeders Parker, maar zij willen een wat algemener thema. De vrienden verdwijnen van het speelbord en monopoly verschijnt. Lambik koopt aandelen en denkt nu rijk te zijn, want monopoly is het best verkochte spel ter wereld. Doordat er veel tijd is voorbijgegaan, kan hij de aandelen niet meer verhandelen. Hij is zijn inleg dus kwijt.